# Hisila Yami
Hisila Yami, née le 25 juin 1959 à Katmandou, est une femme politique népalaise, cadre dirigeante du Parti communiste du Népal (maoïste) (ou PCN-M).
Diplômée d'architecture, elle a présidé l'Association pan-népalaise des femmes (révolutionnaire) et est membre du bureau politique du PCN-M, aux côtés de son mari, Baburam Bhattarai, lui aussi cadre de haut rang du parti.
Le 1er avril 2007, elle intègre le cabinet intérimaire dirigé par Girija Prasad Koirala, par ailleurs président du parti Congrès népalais, avec les fonctions de ministre de l'Aménagement du territoire et des travaux publics. Comme ses collègues maoïstes, elle quitte temporairement le cabinet, de septembre à décembre 2007, en raison de différends avec le Premier ministre. Elle occupe de nouveau les mêmes fonctions, de décembre 2007 au 23 juillet 2008, date de la démission formelle du Premier ministre après l'installation de l'Assemblée constituante et l'élection du président de la République.
Le 10 avril 2008, lors de l'élection de l'Assemblée constituante, elle est élue député dans la 7e circonscription du district de Katmandou.
Le 22 août 2008, elle est remplacée, dans ses fonctions de ministre de l'Aménagement du territoire et des travaux publics, par Bijaya Kumar Gachchedar, membre du Forum des droits du peuple madhesi, Népal (MJF).
Le 31 août 2008, dans le cadre du programme minimal commun (en anglais : Common Minimum Programme ou CMP) de gouvernement entre les maoïstes, les marxistes-léninistes et le Forum, elle est nommée ministre du Tourisme et de l'Aviation civile dans le gouvernement dirigé par Pushpa Kamal Dahal (alias « Prachanda »), lors de la seconde série de nominations. Absente du Népal au moment de la nomination, elle reçoit ses pouvoirs du Premier ministre, en présence du président de la République, Ram Baran Yadav, le 4 septembre 2008.